# 第93屆國家評論協會獎
第93屆國家評論協會獎（英語：The 93rd National Board of Review Awards）旨在表揚2021年優秀的電影作品，於2021年12月2日宣布得獎名單。原訂於2022年1月11日舉行午餐宴會，但礙於COVID-19的Omicron疫情升溫，典禮推遲到3月15日。
由導演保羅·湯瑪斯·安德森基於電影製片蓋瑞·高茨曼的年輕往事所改編的電影《甘草比萨》，獲得最佳電影與最佳導演，男女主角艾拉娜·海姆與庫柏·霍夫曼則共同獲得突破表現獎。
名列年度十大電影的《王者理查》、《贝尔法斯特》與《西城故事》，囊括了最佳男主角（威爾·史密斯）、最佳女主角（瑞秋·曾格勒）、最佳男配角（希朗·漢德）與最佳女配角（安潔紐·艾莉絲）。

## 得獎名單

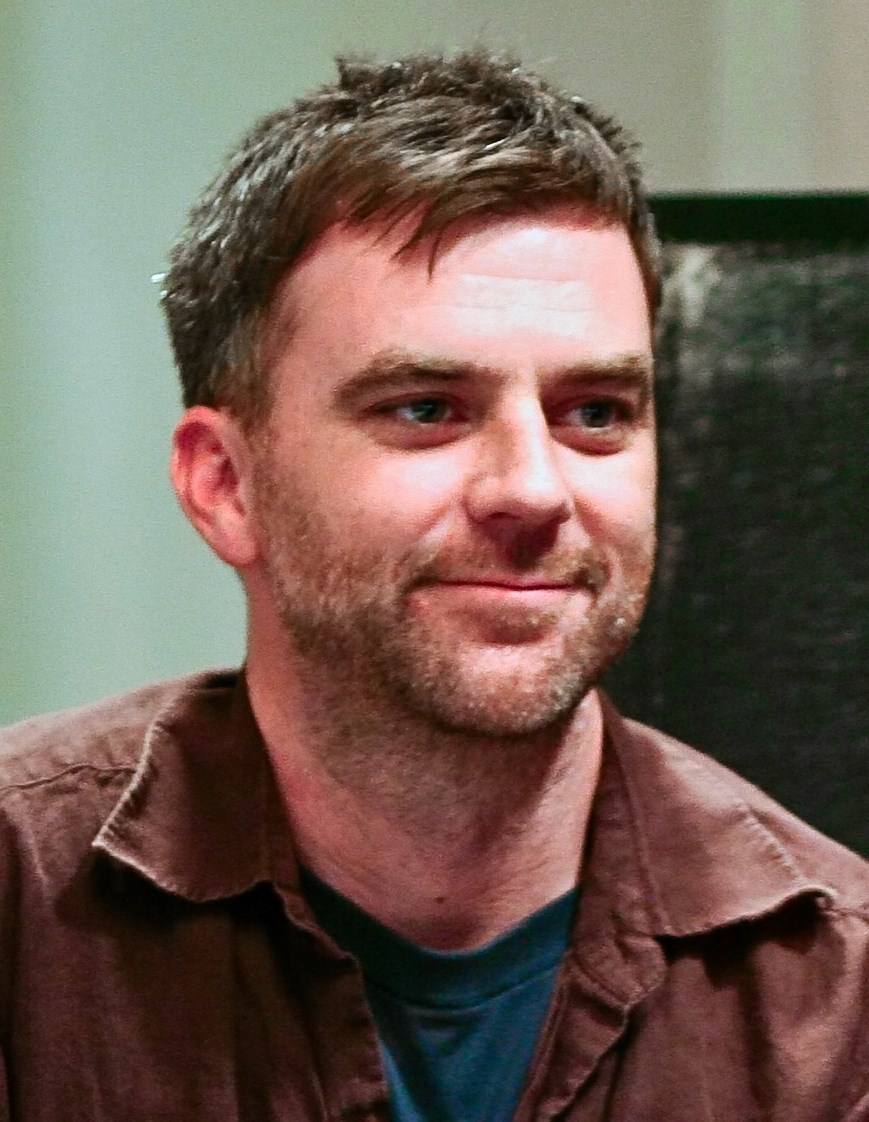
最佳導演：保羅·湯瑪斯·安德森

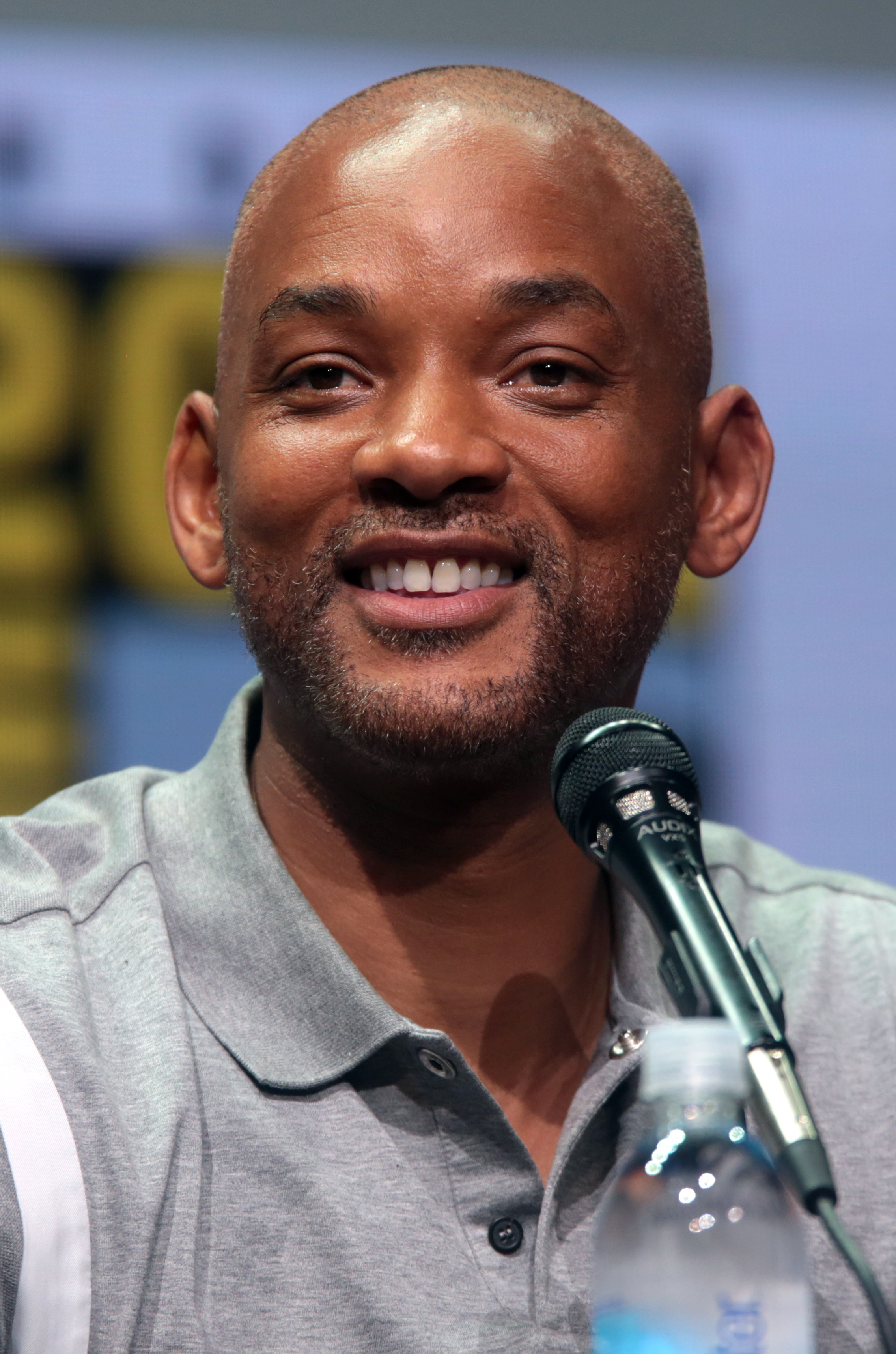
最佳男主角：威爾·史密斯

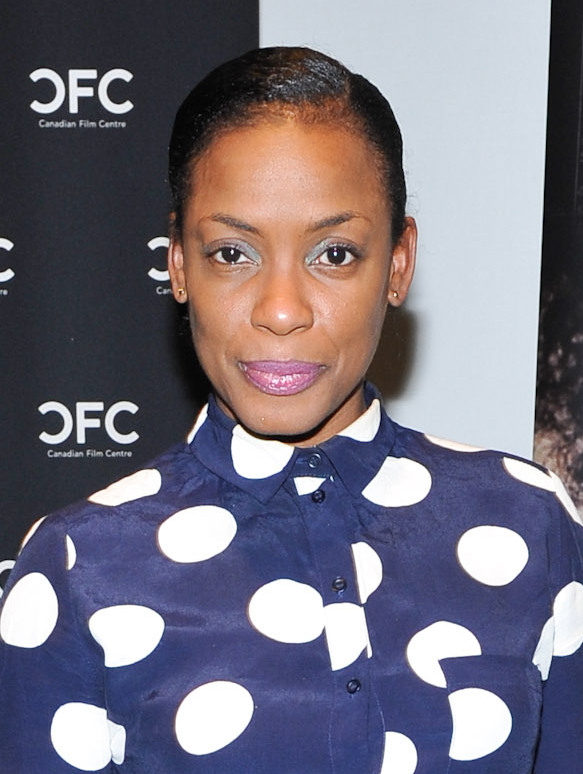
最佳女配角：安潔紐·艾莉絲

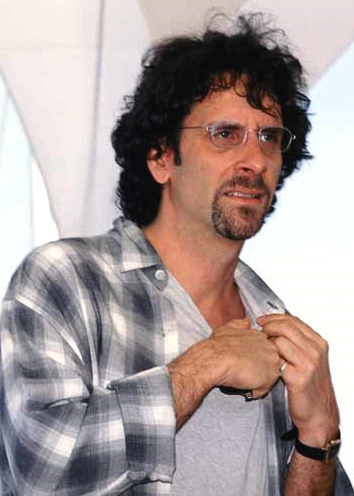
最佳改編劇本：喬爾·柯恩

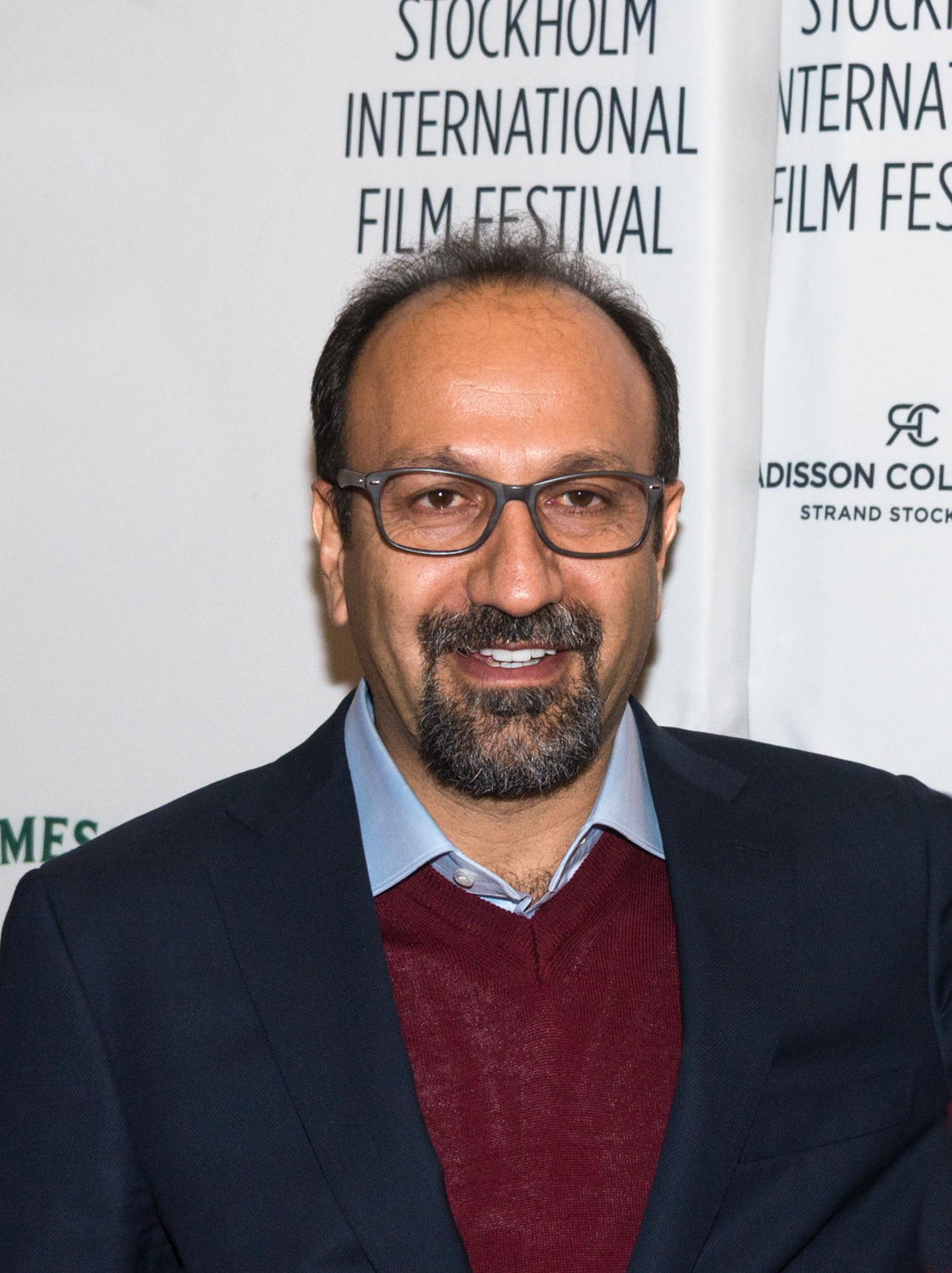
最佳改編劇本：阿斯哈·法哈蒂

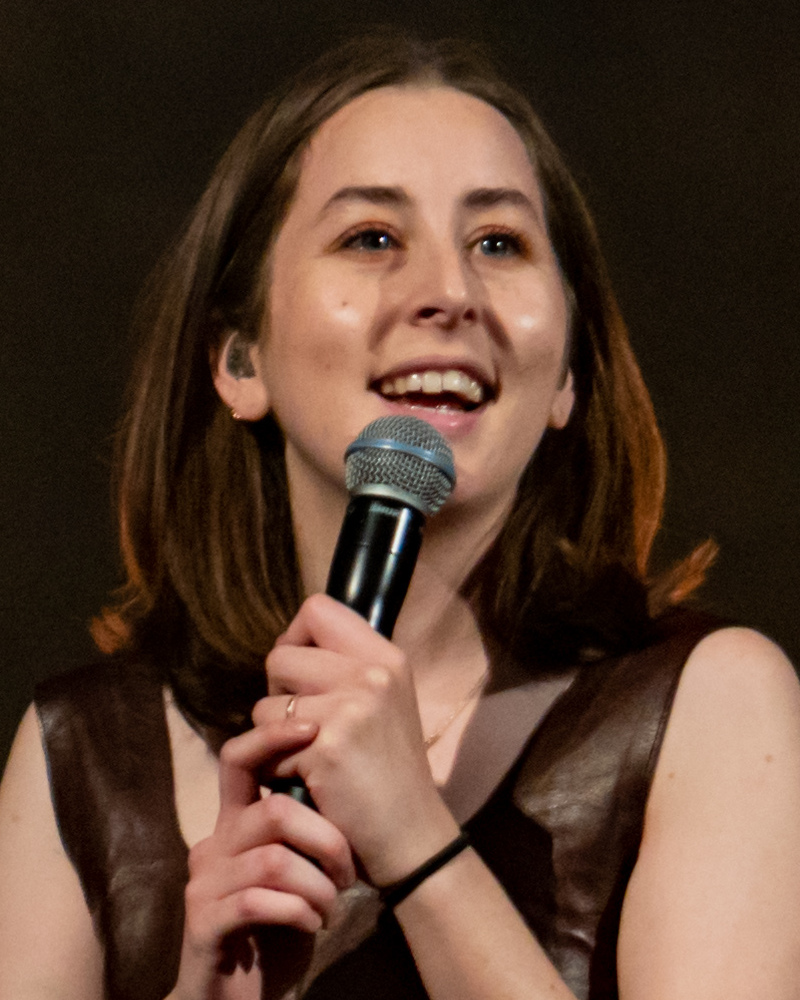
突破表現：艾拉娜·海姆

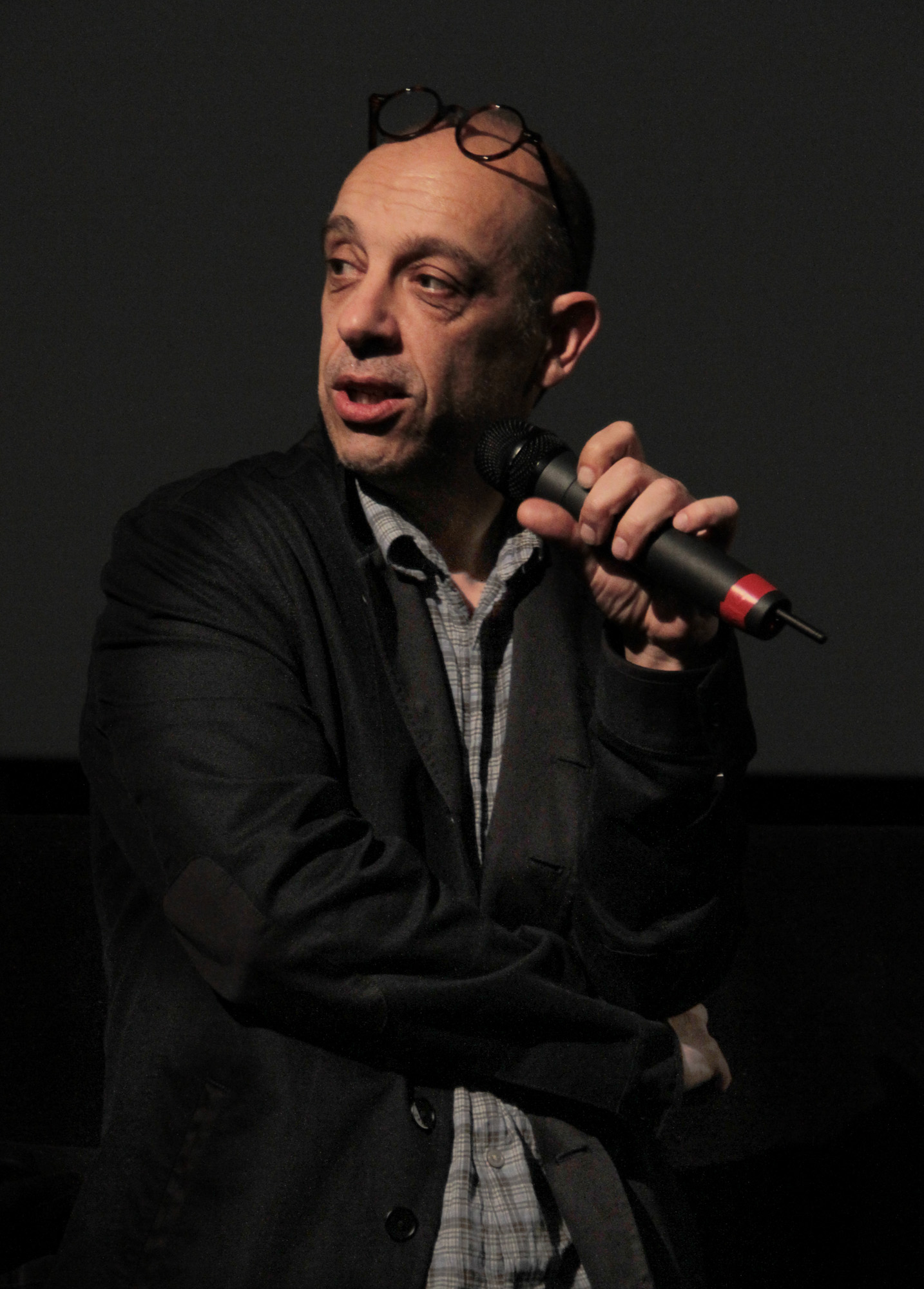
傑出攝影成就：布魯諾·戴邦奈爾

- 最佳電影

《甘草比萨》
- 最佳導演（英语：National Board of Review Award for Best Director）

《甘草比萨》保羅·湯瑪斯·安德森
- 最佳男主角（英语：National Board of Review Award for Best Actor）

《王者理查》威爾·史密斯
- 最佳女主角（英语：National Board of Review Award for Best Actress）

《西城故事》瑞秋·曾格勒
- 最佳男配角（英语：National Board of Review Award for Best Supporting Actor）

《贝尔法斯特》希朗·漢德
- 最佳女配角（英语：National Board of Review Award for Best Supporting Actress）

《王者理查》安潔紐·艾莉絲
- 最佳改編劇本（英语：National Board of Review Award for Best Adapted Screenplay）

《馬克白》喬爾·柯恩
- 最佳原創劇本（英语：National Board of Review Award for Best Original Screenplay）

《我不是英雄》阿斯哈·法哈蒂
- 突破表現（英语：National Board of Review Award for Breakthrough Performance）

《甘草比萨》艾拉娜·海姆、庫柏·霍夫曼
- 最佳首次執導（英语：National Board of Review Award for Best Directorial Debut）

《豬殺令》麥可·薩諾斯基
- 最佳動畫劇情片（英语：National Board of Review Award for Best Animated Film）

《奇幻魔法屋》
- 最佳外語片

《我不是英雄》
- 最佳紀錄片（英语：National Board of Review Award for Best Documentary Film）

《靈魂樂之夏》
- 最佳整體演出（英语：National Board of Review Award for Best Cast）

《復仇之淵》
- 傑出攝影成就

《馬克白》布魯諾·戴邦奈爾
- 言論自由獎（英语：NBR Freedom of Expression）

《漂浪人生》

## 十大電影
- 《贝尔法斯特》
- 《千萬別抬頭》
- 《沙丘》
- 《王者理查》
- 《最後的決鬥》
- 《玉面情魔》
- 《紅色火箭》
- 《馬克白》
- 《西城故事》

## 五大外語片
- 《聖慾》
- 《羊·崽》
- 《紐帶（英语：Lingui, The Sacred Bonds）》
- 《鈦》
- 《世界上最糟糕的人》

## 五大紀錄片
- 《登樓嘆》
- 《阿蒂卡監獄事件》（Attica）
- 《漂浪人生》
- 《洞穴救援行動（英语：The Rescue (2021 film)）》
- 《波登人生不設限（英语：Roadrunner: A Film About Anthony Bourdain）》

## 十大獨立電影
- 《算牌手》
- 《呼朋引伴》
- 《健听女孩》
- 《綠騎士》
- 《嚎叫（英语：Holler (film)）》
- 《重生騎師（英语：Jockey (film)）》
- 《老亨利》
- 《豬殺令》
- 《坐七寶貝（英语：Shiva Baby）》
- 《我們的相愛時光：續篇（英语：The Souvenir Part II）》

## 外部連結
- 官方网站（英文）